# Municipio de Thomastown
El municipio de Thomastown (en inglés: Thomastown Township) es un municipio ubicado en el condado de Wadena en el estado estadounidense de Minnesota. En el año 2010 tenía una población de 819 habitantes y una densidad poblacional de 7,54 personas por km².

## Geografía
El municipio de Thomastown se encuentra ubicado en las coordenadas 46°24′45″N 94°51′12″O / 46.41250, -94.85333. Según la Oficina del Censo de los Estados Unidos, el municipio tiene una superficie total de 108.61 km², de la cual 106,31 km² corresponden a tierra firme y (2,11 %) 2,29 km² es agua.

## Demografía
Según el censo de 2010, había 819 personas residiendo en el municipio de Thomastown. La densidad de población era de 7,54 hab./km². De los 819 habitantes, el municipio de Thomastown estaba compuesto por el 97,31 % blancos, el 0,49 % eran afroamericanos, el 0,49 % eran amerindios, el 0,37 % eran asiáticos y el 1,34 % eran de una mezcla de razas. Del total de la población el 0,85 % eran hispanos o latinos de cualquier raza.